# Bhawanipatna
Bhawanipatna è una suddivisione dell'India, classificata come municipality, di 60.745 abitanti, capoluogo del distretto di Kalahandi, nello stato federato dell'Orissa. In base al numero di abitanti la città rientra nella classe II (da 50.000 a 99.999 persone).

## Geografia fisica
La città è situata a 19° 53' 60 N e 83° 10' 0 E e ha un'altitudine di 247 m s.l.m..

## Società

### Evoluzione demografica
Al censimento del 2001 la popolazione di Bhawanipatna assommava a 60.745 persone, delle quali 31.630 maschi e 29.115 femmine. I bambini di età inferiore o uguale ai sei anni assommavano a 7.219, dei quali 3.673 maschi e 3.546 femmine. Infine, coloro che erano in grado di saper almeno leggere e scrivere erano 42.431, dei quali 24.643 maschi e 17.788 femmine.